# Acma (robotique)
Pour les articles homonymes, voir Acma.
ACMA ou Acma-Cribier, était une filiale du groupe Renault spécialisée en robotique industrielle, Renault Automation.

## Des besoins sans cesse croissants en biens d’équipement
La Régie nationale des usines Renault (RNUR) s’attache, dès son lancement au sortir du second conflit mondial, à développer ses propres outillages et s’assurer ainsi une certaine autonomie. Elle suit en cela l’exemple du géant italien Fiat, précurseur en ce domaine.
En 1974 est constituée la Direction déléguée aux automatismes (DDA), rapidement associée à la Société française d’étude et réalisation de machines-outils (SOFREMO). Cette coopération en matière de recherche-développement, qui porte aussi bien sur la CAO que l’étude des commandes numériques, aboutit à l’installation des premiers robots en 1976 sur le site de Flins, puis Douai un peu plus tard qui servira de référence.
La Société mécanique de Castres (SMC), autre filiale du groupe, se charge des automates programmables.
Au sein du nouvel organigramme, ACMA est dédiée à la réalisation et diffusion de ces équipements, pour une production d’une centaine d’unités au tournant de la décennie 1980. Les robots servent à l’approvisionnement des chaînes en pièces et composants, assembler, souder, peindre… La Régie en absorbe la plus grande part, mais quelques exemplaires sont également exportés.

## Défi technologique, économie globale et difficultés
À cette époque, Renault s’associe à la firme américaine Sciaky dans l’espoir de pénétrer le marché, par l’assemblage de machines sous licence, mais aussi en vue de s'implanter dans le sud-est asiatique, et ses pays émergents.
Le début des années 1980 est synonyme de bouleversements à l’échelle de l’économie mondiale. Et la robotique, branche nécessitant des connaissances pointues en informatique et micro-électronique, domaines dans lesquels les sociétés françaises sont à la traîne, est déjà dominée par des acteurs nord-américains et japonais.
Renault Automation est démantelé au cours des années 1990. L’activité automatismes de Renault Automation et Renault Sciaky sont repris par la filiale du groupe FIAT, leader mondial des systèmes de production pour l'industrie automobile, COMAU S.p.A. et la robotique, dont Acma, par l’helvético-suédois ABB en 1994,.
Des appareils ont enfin été livrés dans des établissements d’enseignement supérieur, afin de former les élèves techniciens et ingénieurs,.